# Župnija Pišece
Župnija Pišece je rimskokatoliška teritorialna župnija Dekanije Laško - Videm Škofije Celje.
Teritorij župnije zavzema 10 vasi krajevnih skupnosti Globoko in Pišece: Blatno, Bojsno, Brezje pri Bojsnem, Dednja vas, Globoko, Mali Vrh, Pavlova vas, Piršenbreg, Pišece in Podgorje pri Pišecah.

## Zgodovina
Župnija je bila sprva podružnica Videmske prafare. Nato se je kot vikariat izločila nekje med letoma 1331, ko je bila z matično župnijo inkorporirana Cistercijanskemu samostanu v Kostanjevici, in 1657, ko se že navaja vikar Janez Kastelic. Pišece so cerkvenoupravno spadale do leta 1571 pod Oglejski patriarhat, do 1787 pod Goriško nadškofijo, naposled pa pod Lavantinsko škofijo. Leta 1786 se je iz Pišečke župnije odcepila novonastala samostojna Župnija Kapele pri Brežicah. Do 7. aprila 2006, ko je bila ustanovljena Škofija Celje, je bila župnija del Škofije Maribor.
V Pišecah se je leta 1816 rodil duhovnik Oton Trabant, ki se je kasneje kot misijonar pridružil Ignaciju Knobleharju, s katerim je misijonaril v Južnem Sudanu. Umrl je leta 1854 za mrzlico, po vsega dveh letih misijonskega dela. Med letoma 1835 in 1836 je bil na župniji kaplan Valentin Orožen, ki je znan tudi kot pesnik. Janez Kodrič, pišečki kaplan in med letoma 1937 in 1942 župnijski upravitelj, je umrl mučeniške smrti v Koncentracijskem taborišču Jasenovac in je danes kandidat za svetnika. Njegov primer se vodi v okviru postopka "Slovenskih mučencev 20. stoletja". V Pišecah je bila pred drugo svetovno vojno kot učiteljica zaposlena Ivanka Škrabec Novak, doma iz Hrovače pri Ribnici, ki je leta 1942 umrla mučeniške smrti in je prav tako kandidatka za svetnico. Po rodu je bila pranečakinja frančiškana in jezikoslovca Stanislava Škrabca.
26. novembra 1944 so partizani požgali župnišče, o čemer priča zapisnik župnika Štefana Čakša. V njem navaja, da so župnišče požgali »iz strategičnih ozirov«, pri tem pa »je ostalo samo zidovje brez oken in vrat«'. Župnijski arhiv je bil večinoma uničen. Tako se je ohranila le ena in hkrati najstarejša listina iz obdobja zgodnjega novega veka (1500–1750), z letnico 1675. Naslednji najstarejši dokumenti so šele iz let 1741, 1790 in 1792. To pa je tudi vse, kar je ohranjenega do preloma 18. in 19. stoletja. Nekoliko več dokumentov je iz 1. polovice 19. stoletja, med tem ko je iz 2. polovice ohranjenega sorazmerno veliko gradiva. Nadškofijski arhiv Maribor poleg tega hrani župnijske matične knjige, in sicer krstne od leta 1675, poročne od leta 1695 in mrliške od leta 1733.
V letu 2005 in 2006 je potekala obnova prostorov župnišča, ki služi potrebam pastoralnega dela, verouka in stanovanja duhovnika.

## Sakralni objekti
| #                   | Slika                     | Cerkev                                                         | Naselje                                     |
| ------------------- | ------------------------- | -------------------------------------------------------------- | ------------------------------------------- |
| 1.                  | Klikni za spremembo slike | Cerkev sv. Mihaela (župnijska cerkev)                          | Pišece                                      |
| 2.                  | Klikni za spremembo slike | Cerkev sv. Barbare                                             | Blatno                                      |
| 3.                  | Klikni za spremembo slike | Cerkev sv. Jedrti                                              | Pavlova vas                                 |
| 4.                  | Klikni za spremembo slike | Cerkev sv. Jerneja                                             | Blatno                                      |
| 5.                  | Klikni za spremembo slike | Cerkev sv. Križa                                               | Dednja vas                                  |
| 6.                  | Klikni za spremembo slike | Cerkev sv. Urha                                                | Brezje pri Bojsnem                          |
| Nekdanja cerkev     |                           |                                                                |                                             |
| 1.                  | Klikni za spremembo slike | Cerkev sv. Jakoba (podrta 2025 po poškodovanju v potresu 2020) | Mali Vrh                                    |
| Na področju župnije |                           |                                                                |                                             |
| 1.                  |                           | Grajska kapela Marije Pomočnice (grad v državni lasti)         | Pišece                                      |
| 2.                  |                           | Znamenje sv. Krištofa (z vpisno knjižico)                      | Podgorje pri Pišecah (Veliki Špiček, 698 m) |